# بيرفون-ركسبرو
بيرفون-ركسبرو حي سكني يقع إدارياً ضمن مونتريال في كندا. وتبلغ مساحته 27 كم². يحده إدارياً دولار ديزورمو.

## وصلات خارجية
- الموقع الرسمي